# Église Saint-Pierre-et-Saint-Paul de Montaigu
Pour les articles homonymes, voir Église Saint-Pierre-et-Saint-Paul.
L'église Saint-Jean-Baptiste (nommée à tort Saint-Pierre-et-Saint-Paul) est une église située à Montaigu, en France.

## Localisation
L'église est située sur la commune de Montaigu, dans le département de l'Aisne.

## Historique
L'église Saint Jean-Baptiste des XIIIe et XIVe siècles. Le monument est classé au titre des monuments historiques en 1921.